# Викторов, Борис Михайлович
Борис Михайлович Викторов (первоначальная фамилия Друкер; 16 января 1947, Уфа — 14 октября 2004, Москва) — русский поэт.

## Биография
Родился в Уфе в семье сапожника и швеи. До десятилетнего возраста жил в городе Ленинск-Кузнецкий Кемеровской области (где отец устроился шахтёром), затем в Кишинёве (1957). Посещал литературную студию «Орбита» (при газете «Молодёжь Молдавии»), которой руководил поэт Рудольф Ольшевский. Входил в круг начинающих кишинёвских литераторов, связанных с этим литобъединением (Александр Ожиганов, Наум Каплан, Александр Фрадис, Виктор Панэ, Александр Бродский и другие). Работал гальванщиком на заводе, монтёром, слесарем. В 1969—1976 годах — литконсультант в газете «Советская Молдавия».
Первый поэтический сборник «Паром» вышел в 1968 году. Окончил Высшие литературные курсы при Литературном институте имени М. Горького (семинар А. П. Межирова).
С 1987 года жил в Москве. Член Союза писателей СССР. Лауреат премии «Артиада народов России» за сборник «Челоконь». В 2000 году номинировался на премию «Антибукер-2000».
Последние годы жизни страдал почечной недостаточностью на почве хронического гломерулонефрита.
Умер в 2004 году. Похоронен на Троекуровском кладбище.

## Книги
- Паром. Кишинёв: Картя молдовеняскэ, 1968.
- Свирель. Стихи. Кишинёв: Картя молдовеняскэ, 1972.
- Живая изгородь: стихи. Кишинёв: Картя молдовеняскэ, 1975.
- Каркас: Стихи и поэы. Кишинёв: Литература артистикэ, 1979.
- На пути в Долну: Стихи и поэмы. Кишинёв: Литература артистикэ, 1982.
- Магический круг: Стихи и поэма. Кишинёв: Литература артистикэ, 1985.
- Челоконь. Графика Юрия Хоровского. Москва: Издательская группа Э. Ракитской, 1999.
- Поэмы. Москва: Издательское содружество А. Богатых и Э. РАкитской, 2006.
- Китоврас. Москва: Издательское содружество А. Богатых и Э. РАкитской, 2006.
- Прощай, Молдавия: стихи 12-то поэтов (составители Э. Ракитская и В. Голков). Москва: Издательское содружество А. Богатых и Э. РАкитской, 2010.

## Стихи
- Из книги «Челоконь»
- В «Журнальном зале»